# Araporã
Araporã is een gemeente in de Braziliaanse deelstaat Minas Gerais. De gemeente telt 6.522 inwoners (schatting 2009).
De plaats ligt aan de rivier de Paranaíba. Aan de overzijde van de rivier ligt Itumbiara in de deelstaat Goiás.

## Aangrenzende gemeenten
De gemeente grenst aan Centralina, Monte Alegre de Minas, Tupaciguara en Itumbiara (GO).

## Verkeer en vervoer
De plaats ligt aan de wegen BR-153 en BR-452.